# 6217 Kodai
6217 Kodai è un asteroide della fascia principale. Scoperto nel 1975, presenta un'orbita caratterizzata da un semiasse maggiore pari a 2,4142676 UA e da un'eccentricità di 0,2123002, inclinata di 10,85774° rispetto all'eclittica.